# Бенефіс Людмили Гурченко
«Бенефіс Людмили Гурченко» — радянський телефільм-спектакль, бенефіс актриси театру і кіно Людмили Гурченко, поставлений режисером Євгеном Гінзбургом. Бенефіціанка зіграла близько двадцяти вокальних і пластичних міні-ролей — від лукавої старенької до юної чарівної леді з будинку розпусти.

## Сюжет
«У мами 40 дітей. І всі дочки. Різні. Добрі, дурнуваті, красиві, спритні. Нещасні, милі, грубі, щасливі. Різні. Людям, звичайно, подобається не кожна. А мамі вони всі любі. І якщо говорити зовсім відверто, то в житті нас не існує. Є тільки мама. Ну а ми живемо в ваших серцях, вашій пам'яті. Якщо, звичайно, ви нас не забули».

## У ролях
- Людмила Гурченко —  колоратурне-лірико-драматичне меццо-сопрано: Актриса / Стара / Нініш / Розбійниця / Наполеонша / Бабетта / Ельвіра / Піратка / Пастушка / Черниця / Швачка / Дівчина / Дженні / Жінка-швець / Прес-секретар
- Армен Джигарханян —  комічний бас: Перший зустрічний хлопчина / Бонвіван / Статуя Командора / Хтось / Бродяга / Позивач / Швець
- Маріс Лієпа —  драматичний тенор: Другий зустрічний хлопчина / Каде / Грабіжник / Перукар / Тореро / Чернець / Пірат / Секретар суду
- Олександр Ширвіндт —  ліричний баритон: Третій зустрічний хлопчина / Наполеон / Дон Хуан / Наречений / Абат / Адвокат
- Московський державний академічний камерний хор (керівник  Володимир Мінін)
- Великий дитячий хор Всесоюзного радіо і Центрального телебачення (керівник  Віктор Попов)
- Естрадний ансамбль танцю «Сувенір» (керівник Тамара Голованова)
- Інструментальний ансамбль «Мелодія» (керівник  Георгій Гаранян)

## Знімальна група
- Автор сценарію: Борис Пургалін
- Режисер:  Євген Гінзбург
- Оператор: Сергій Журавльов
- Аранжування музики:  Георгій Гаранян, Борис Фрумкін
- Балетмейстер: Фелікс Арутюнов
- Композитори:  Георгій Гаранян, Джон Кендер, Віктор Лебедєв, Ірвін Левін, Анатолій Лєпін, Марк Мінков, Георгій Портнов, Сергій Самойлов,  Юрій Саульський,  Давид Тухманов, Борис Фрумкін, Тото Кутуньйо,  Ігор Цвєтков
- Поети: Луперсіо Леонардо де Архенсола, Роберт Бернс,  Яків Голяков, Вадим Коростильов, Володимир Лівшиць, Борис Пургалін, Кім Рижов, Маркіз де Сантільяна,  Володимир Уфлянд,  Володимир Харитонов,  Едуард Успенський

## Музичні номери
- «Навіщо я з Вами в цей вечір»
- «Гарний настрій» (з к/ф «Карнавальна ніч»; музика Анатолія Лєпіна, слова  Володимира Ліфшиця)
- «Лев і каструля»
- «Барабан»
- «Бабетта і Каде»
- «Веселий Роджер»
- «Ні, ні»
- «Дон Хуан»
- «Пастушка»
- «Білошвачка і чернець» (німецька народна пісня, в перекладі Льва Гінзбурга)
- «Я не можу сказати вам немає»
- «Дженні» (за віршем Роберта Бернса «Comin 'Thro' the Rye» в перекладі Самуїла Маршака)
- «Веселий швець»
- «Роки пролітають» (під фонограму пісні «Salut» Джо Дассена; музика — Тото Кутуньйо, слова  Давида Самойлова)
- «Потрібна мені пісня»

Оригінальна версія «Бенефісу Людмили Гурченко» включала в себе фрагменти з фільмів за участю актриси і безпосереднього відношення до мюзиклу не має. У більш пізніх телеефірах цей епізод не демонструвався.